# Tipula (Pterelachisus) imbellis
Tipula (Pterelachisus) imbellis is een tweevleugelige uit de familie langpootmuggen (Tipulidae). De soort komt voor in het Nearctisch gebied.